# Synagoga Al-Hara as-Saghira w Ar-Rijadzie

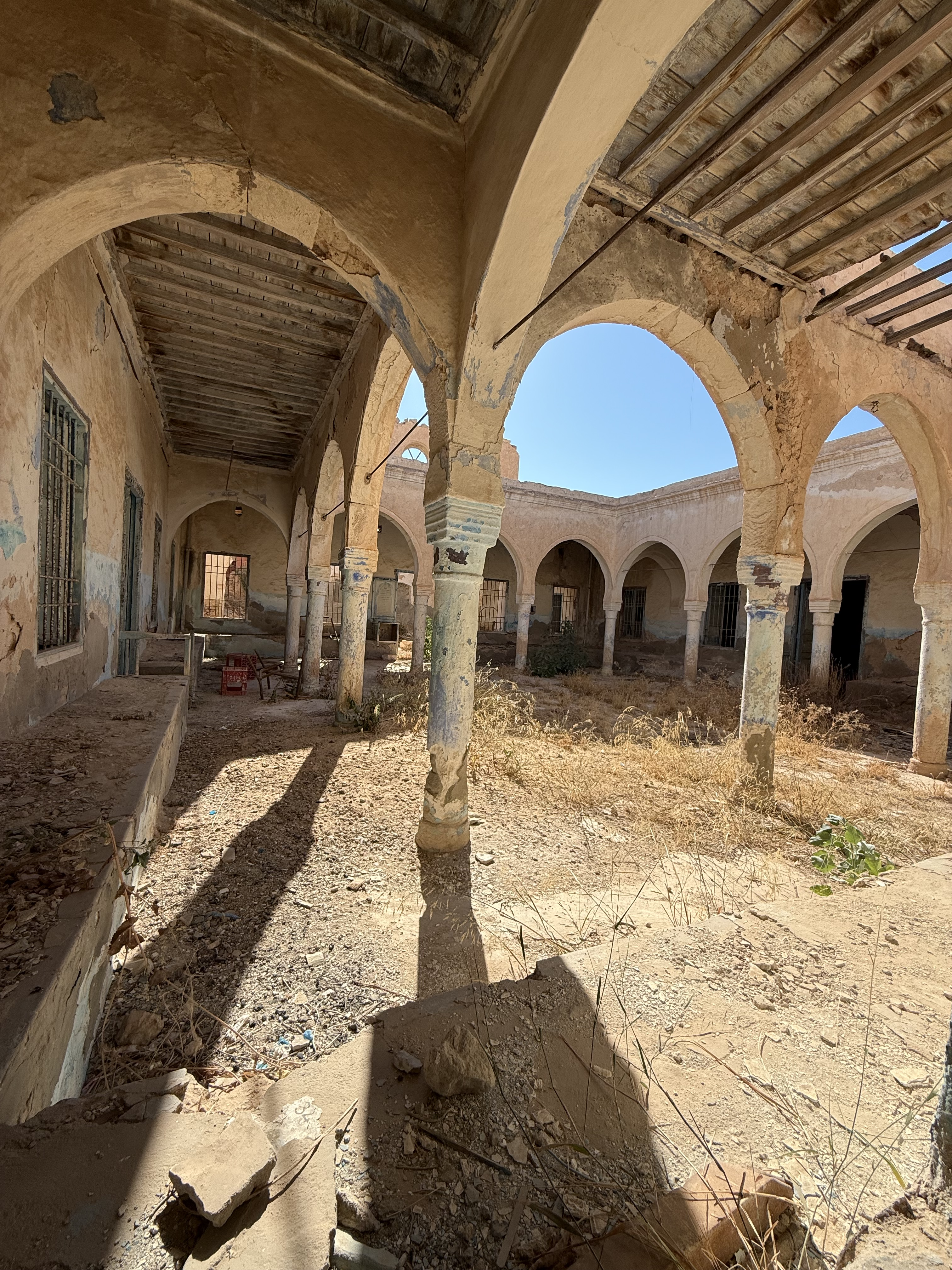
Wnętrze synagogi

Synagoga Al-Hara as-Saghira w Ar-Rijadzie (arab. معبد حارة صغيرة, fr. Hara Sghira) – sefardyjska synagoga znajdująca się w Ar-Rijadzie, na tunezyjskiej wyspie Dżerba, przy ulicy Moktar Attia, w dawnej dzielnicy żydowskiej zwanej Hara Saghira. 
Synagoga pozostaje obecnie opuszczona ze względu na upadek lokalnej gminy żydowskiej. Obecna żydowska populacja miasta wynosi około 80 osób i uczęszcza do synagogi Al-Ghariba. Obecnie wnętrze synagogi jest bardzo zaniedbane i coraz bardziej popada w ruinę. 